# 2019–2020-as ausztrál bozóttűzszezon
A 2019–2020-as ausztrál bozóttűz szezon 2019 júniusa óta tartó bozóttüzek sorozata, amelynek következtében több, mint 63 000 km² terület égett le és több, mint 2500 épület vált a lángok martalékává. (Összehasonlításképpen: Lettország teljes területe: 64 589 km².) December közepi adatok alapján a Sydney-i Egyetem biológusa, Chris Dickman által megvizsgált populációfelmérési adatok szerint legkevesebb 480 millió állatot érinthet, csak Új-Dél-Wales szövetségi állam területén a bozóttűz. A bozóttüzek következtében 2020. január 6-áig 25 fő vesztette életét. A bozóttűz okaiként a rekordmagas hőmérsékleti értékek, a rekordokat döntő aszály, a villámcsapások, a feltételezett gyújtogatások és az Indiai-óceáni dipólus elnevezésű időjárási jelenség jelölhetők meg. A tűz hatásait az 1500 kilométernyire fekvő Új-Zélandon is érzékelik a helyiek, miután a tüzek füstje elérte a szigetállamot. A bozóttüzek füstje miatt Ausztrália számos városában és településén többszörösen is meghaladja a légszennyezettség az egészségre ártalmas fokozatot.
A tűzvész miatt több területről evakuálták a hatóságok a helyieket és a turistákat.

## Fordítás
Ez a szócikk részben vagy egészben  a(z)   2019–20 Australian bushfire season című angol Wikipédia-szócikk ezen változatának fordításán alapul.  Az eredeti cikk szerkesztőit annak laptörténete sorolja fel. Ez a jelzés csupán a megfogalmazás eredetét és a szerzői jogokat jelzi, nem szolgál a cikkben szereplő információk forrásmegjelöléseként.